# Aufruhr im Junggesellenheim
Aufruhr im Junggesellenheim ist ein deutsches Stummfilmlustspiel aus dem Jahre 1929 von Manfred Noa mit Siegfried Arno und Kurt Gerron in den Hauptrollen als Komiker-Duo Beef und Steak.

## Handlung
Beef und Steak sind zwei unzertrennliche Freunde, Junggesellen und Lebemänner, und ständig finanziell klamm. Als es ihnen wieder einmal besonders schlecht geht, hat der dicke Steak eine wie er glaubt „geniale“ Idee. Er will der Erbtante des dürren Beefs, Adele, und deren Bruder, Onkel Theobald, vorgaukeln, dass Beef Vater eines unehelichen Kindes geworden sei. Steak will in dieser Posse in die Rolle des tugendhaften, empörten Vaters der „geschändeten“ Kindsmutter schlüpfen. Ziel dieser Farce ist es, der reichen Tante soviel Geld wie möglich abzuluchsen, auf das man in der nächsten Zeit erst einmal ausgesorgt haben möge. Der Plan gelingt.
Die beiden verschlagenen Männer haben erst einmal eine gute Zeit, doch das dicke Ende lässt nicht lange auf sich warten. Erbtantchen Adele stirbt und verfügt in ihrem Testament, dass Neffe Beef nunmehr das uneheliche Baby zu sich nehmen und versorgen müsse. Somit muss ganz dringend ein Kind her! Käthe, die längst erwachsene Tochter einer ziemlich heiratslustigen Witwe, soll beider rettender Engel werden: Sie wird kurzerhand als Baby kostümiert und zieht in das Junggesellenheim zu Beef und Steak. Doch der Schwindel fliegt natürlich auf. Da es sich hier um ein Lustspiel handelt, endet alles doch harmonisch: Beef nimmt Käthe zur Frau, und Onkel Theobald schnappt sich Käthes Mutter, die lustige Witwe.

## Produktionsnotizen
Der im März und April im Berliner Efa-Film-Studio gedrehte Streifen, Arbeitstitel Revolte im Junggesellenheim, passierte am 7. Mai 1929 die Zensur. Die Uraufführung des Sechsakters mit einer Länge von 2924 Metern erfolgte am 1. Juli 1929 im Berliner Capitol. Ein Jugendverbot wurde erlassen. 
Die Bauten stammen von Max Heilbronner. Helmut Schreiber war der Aufnahmeleiter.

## Wissenswertes
Der Film Aufruhr im Junggesellenheim ist einer von zwei Lustspielen, in denen das Komiker-Duo Beef (Arno) und Steak (Gerron) 1929 ihr humoriges „Unwesen“ trieb. Im September 1929 folgte mit Wir halten fest und treu zusammen eine weitere Lustspielklamotte, diesmal unter der Regie von Herbert Nossen.
Die Figuren Beef (ein langer Dürrer) und Steak (ein kleiner Dicker) sind an die Typologie der dänischen Vorbilder Pat und Patachon angelehnt, einem Komiker-Duo, das zu dieser Zeit im deutschsprachigen Raum größte Popularität genoss. Der Kopier-Versuch misslang gründlich, dem Film um Beef & Steak war kein Erfolg beschieden.

## Kritiken
Die Kritiken fielen durchgehend mau aus. Nachfolgend vier Beispiele:

„Ein „Großlustspiel“. Diese kriegsmäßige Bezeichnung hat sich der Film Aufruhr im Junggesellenheim beigelegt (…) Er verdient sie; denn alle Schwankmotive werden in ihm wie Tanks aufgefahren. Sie richten sich drohend gegen den Zuschauer, ihn zu zermalmen bereit, wenn er nicht lachen will. So suchen sie mit Gewalt fertigzubringen, was eigentlich mit Witz hätte erreicht werden müssen. Der aber ist fern.“

„Es wird ein grundanständiger Film, aber er wirkt gezwungen. Ausgezeichnete Effekte, aber man kann nicht lachen. Es fehlt etwas, der groteske, tragikomische Grundsinn. Eine fast mathematische, exakte Kopfarbeit, mit kaltem Herzen. Hier läuft alles so sicher am Schnürchen, daß man die Schnürchen deutlicher sieht als das Kasperle. (…) Es fragt sich, ob die deutsche Art des Filmens von Natur aus auf das familiäre, primitive Lustspiel eingestellt ist. Es muß wohl so sein.“

„Deutschland hat groteske Schauspieler in Hülle und Fülle. Zwei von ihnen haben beschlossen, endlich den deutschen Lustspielfilm zu schaffen. (…) Zwei Typen? Es fehlt diesen Figuren alles! Alles Typische wie alles Charakteristische. Gerron und Arno erreichen nicht einmal … die beiden dänischen Komiker Pat und Patachon.“

„Was die gesamte Winterproduktion der deutschen Filmindustrie bewiesen hat, zeigen in beinahe noch stärkerem Maße die jetzt herauskommenden Filme: die hoffnungslose Verblödung des sogenannten leichteren Spielfilms. Auch das … Lustspiel Beef und Steak zeigt weder einen neuen Gedanken noch sonst etwas, was nicht schon in Dutzenden ähnlichen Filmen schon gesehen hatte.“